# Lomatiinae
Lomatiinae (лат.) — подсемейство двукрылых из семейства жужжал (Bombyliidae). Около 300 видов.

## Описание
Синапоморфии таксона: лицо плоское, не опушенное; клипеус достигает усиков; плечи цибария соединены; затылочные аподемы присутствуют; медиотергит волосатый; эпандрий самца со сложной срединной выемкой на заднем крае. Флагеллум состоит из одного членика, щупики односегментные. Крылья с тремя ветвями жилки Rs; М2 присутствует.

## Классификация
Около 15 родов 300 видов. Lomatiinae содержит представителей двух триб традиционной классификации — Comptosiini (Австралазия, Юго-Восточная Азия, Неотропика) и Lomatiini (Неарктика, Неотропика, Афротропика, Палеарктика).
- Aleucosia Edwards, 1934
- Anisotamia Macquart, 1840
- Brachydemia Hull, 1973
- Bryodemina Hull, 1973
- Canariellum Strand, 1928
- Comptosia Macquart, 1840
- Doddosia Edwards, 1934
- Edmundiella Becker, 1915
- Lomatia Meigen, 1822
- Macrocondyla Rondani, 1863
- Notolomatia Greathead, 1998
- Ogcodocera Macquart, 1840
- Oncodosia Edwards, 1934
- Peringueyimyia Bigot, 1886
- Ylasoia Speiser, 1920
- † Alomatia Cockerell, 1914